# Anselm Grün
Anselm Grün (Junkershausen, 1945. január 14. –) német bencés szerzetes, író. Kb. 300 kisebb-nagyobb műve jelent meg, könyveit több mint 15 millió példányban adták el és mintegy 30 nyelvre fordították le.

## Kitüntetései
- 2007: Német Szövetségi Érdemkereszt[7]
- 2011: Bajor Érdemrend

## Magyarul megjelent művei
- Fidelis Ruppert–Anselm Grün: Krisztus a testvérben Szent Benedek regulája szerint; s.n., Bécs, 1985
- Böjt. Test és lélek imája; ford. Kun Éva; Bencés, Pannonhalma, 1993
- A zsolozsma és a belső imádság; ford. Németh Ottó; Bencés, Pannonhalma, 1993 (Lelkiségi füzetek)
- Hallgatni arany. A hallgatás igénye; ford. Horváth Ilona; Bencés, Pannonhalma, 1994 (Lelkiségi füzetek)
- Álmaink és lelki életünk; ford. Unger Zsuzsa; Bencés, Pannonhalma, 1994 (Lelkiségi füzetek)
- Az emberélet útjának felén; ford. Kun Éva; Bencés, Pannonhalma, 1995
- Anselm Grün–Meinrad Dufner: Az egészség mint lelki feladat; ford. Kun Éva; Bencés, Pannonhalma, 1998 (Lelkiségi füzetek)
- Anselm Grün–Meinrad Dufner: Alulról induló lelkiség; Bencés, Pannonhalma, 1998 (Lelkiségi füzetek)
- Imádság és önismeret; ford. Horváth Ilona; Bencés, Pannonhalma, 1998 (Lelkiségi füzetek)
- Anselm Grün–Michael Reepen: Gyógyító egyházi év. Az egyházi év mint pszichodráma; ford. Mészáros Erzsébet; Bencés, Pannonhalma, 2000 (Lelkiségi füzetek)
- Bocsáss meg magadnak; ford. Mészáros Erzsébet; Bencés, Pannonhalma, 2000 (Lelkiségi füzetek)
- Anselm Grün–Michael Reepen: Az imádkozó ember gesztusai; Bencés, Pannonhalma, 2000 (Lelkiségi füzetek)
- Anselm Grün–Michael Reepen: Misztika és érosz; ford. Mészáros Erzsébet; Bencés, Pannonhalma, 2000 (Lelkiségi füzetek)
- Hétköznapok lelkigyakorlata. Meditációk, irányelvek a gyakorláshoz; ford. Mészáros Erzsébet; Bencés, Pannonhalma, 2001 (Lelkiségi füzetek)
- Megosztottság. A meghasonlásból a teljességre; ford. Mészáros Erzsébet; Bencés, Pannonhalma, 2002 (Lelkiségi füzetek)
- Élet az életért; ford. Várnai Jakab; Bencés, Pannonhalma, 2002 (Lelkiségi füzetek) 
  - (Teljes élet cölibátusban címen is)
- Út a szabadsághoz. A lelki élet mint a belső szabadság begyakorlása; ford. Mészáros Erzsébet; Bencés, Pannonhalma, 2004 (Lelkiségi füzetek)
- Életre vezetni. A vezetés elvei Szent Benedek regulájában; ford. Gromon András; Bencés, Pannonhalma, 2004 (Lelkiségi füzetek)
  - (Életet fakasztó vezetés címen is)
- Böjt. Test és lélek imája; ford. Kun Éva; 2. jav., átdolg. kiad.; Bencés, Pannonhalma, 2005 ISBN 963-9226-38-6
- Életet fakasztó vezetés. A vezetés elvei Szent Benedek Regulájában; ford. Gromon András; 2. jav., átdolg. kiad.; Bencés, Pannonhalma, 2005
  - (Életre vezetni címen is)
- A lélek ötven angyala; ford. Lázár Julianna; Jel, Bp., 2005
- Angyalok könyve; ford. Edelényi Judit; Szt. Gellért, Bp., 2005
- Anselm Grün–Meinrad Dufner: Mélyből forrásozó lelkiség; ford. Mészáros Erzsébet; 2. jav., átdolg. kiad.; Bencés, Pannonhalma, 2005 (Bencés lelkiségi sorozat)
- Karácsony, az újrakezdés reménye. Az ünnep szimbólumai; ford. Lázár Julianna; Jel, Bp., 2006
- Adj új értelmet a világnak!; ford. Németh Attila, Insperger Rita; Bencés, Pannonhalma, 2006 (Bencés lelkiségi sorozat)
- Ima és áldás a hét minden napjára; ford. Edelényi Judit; Szt. Gellért, Bp., 2006
- Minden napunk út a boldogsághoz; ford. Edelényi Judit; Szt. Gellért, Bp., 2007
- "Hogy örömötök teljes legyen...". Mit üzen a filippi levél?; ford. Szabó Xavér; Agapé, Novi Sad, 2007 (Alfa és Omega)
- Az életművészet könyve; ford. Lázár Julianna; Jel, Bp., 2007
- Mindenkinek van egy angyala; ford. Lázár Julianna; Jel, Bp., 2007
- Hogy Isten igaz ismeretére eljuthassunk. A Szentírás mélylélektani megközelítése; ford. Szabó Xavér; Agapé, Novi Sad, 2007 (Alfa és Omega)
- Anselm Grün–Alois Seuferling: Egységben a teremtett világgal; ford. Nyiredy Maurus; Bencés, Pannonhalma, 2007 (Bencés lelkiségi sorozat)
- A válaszok könyve; ford. Hernádyné Szemere Rita; Jel, Bp., 2008
- Anselm Grün–Meinrad Dufner: Az egészség mint lelki feladat; ford. Kun Éva; 2. jav., bőv. kiad.; Bencés, Pannonhalma, 2009 (Bencés lelkiségi sorozat)
- A mennyország benned kezdődik. Az atyák bölcsességének időszerűsége; ford. Hernádyné Szemere Rita; Jel, Bp., 2009
- Út a szabadsághoz. A lelki élet mint a belső szabadság begyakorlása; ford. Mészáros Erzsébet; 3. jav., átdolg. kiad.; Bencés, Pannonhalma, 2009 (Lelkiségi füzetek)
- Az emberélet útjának felén; ford. Kun Éva; 2. bőv. kiad.; Bencés, Pannonhalma, 2009 (Bencés lelkiségi sorozat)
- Szentek a szükség idején; ford. Hernádyné Szemere Rita; Jel, Bp., 2009
- Kiút a depresszióból; ford. Hernádyné Szemere Rita; Jel, Bp., 2009
- Mit tegyek? Válaszok az élet kérdéseire; Jel, Bp., 2010
- Lelkünk erőforrásai; ford. Hernádyné Szemere Rita; Jel, Bp., 2010
- Fidelis Ruppert–Anselm Grün: Krisztus a testvérben. A felebarát és az ellenség szeretete bencés szellemben; 2. jav. kiad.; Bencés, Pannonhalma, 2010 (Bencés lelkiségi sorozat)
- Karácsonyi történet; ford. Szabó Katalin; Agapé, Novi Sad, 2011
- Az igazi boldogság nagy könyve; ford. Szabó Katalin; Agapé, Novi Sad, 2011 (Dimenziók)
- Mi jön a halál után? Az élet és a halál művészete; ford. Hernádyné Szemere Rita; Jel, Bp., 2011
- Anselm Grün–Maria-Magdalena Robben: Találd meg a magad útját! Gyermekkorunk sebeinek gyógyítása, spirituális impulzusok; ford. Szabó Ferenc Miklós; Bencés, Pannonhalma, 2011
- Változtasd át félelmedet!; ford. Hernádyné Szemere Rita; Jel, Bp., 2011
- Ami a szerelmet táplálja. Kapcsolat és spiritualitás; ford. Király Kinga; Dialóg Campus, Bp.–Pécs, 2012 (Dialóg life könyvek)
- Teljes élet cölibátusban; ford. Várnai Jakab; 2. bőv. kiad.; Bencés, Pannonhalma, 2012 (Bencés lelkiségi sorozat) 
  - (Élet az életért címen is)
- Belső képeink gyógyító ereje. Friss forrásból meríteni; ford. Hernádyné Szemere Rita; Jel, Bp., 2012
- Mit akarok?. A döntés bátorsága; ford. Gromon András; Bencés, Pannonhalma, 2012
- Anselm Grün–Jan-Uwe Rogge: A gyermek, aki Istenre mutat. Hogyan erősíti a spirituális nevelés a családot; ford. Hernádyné Szemere Rita; Jel, Bp., 2012 (Szülők és nevelők könyvespolca)
- Hogyan kerüljük el a kiégést? Lelkünk életet adó forrásai; ford. Hernádyné Szemere Rita; Jel, Bp., 2013
- A bor. Ég és föld ajándéka; ford. Gromon András; Pannonhalmi Főapátság, Pannonhalma, 2013
- Akarsz szabad lenni? Útjelzők fiataloknak; ford. Szabó Ferenc Miklós; Bencés, Pannonhalma, 2013
- Megbékélés Istennel. Sérült istenképeink gyógyítása; ford. Gromon András; Bencés, Pannonhalma, 2013
- Szépség. Az életöröm új spiritualitása; ford. Hernádyné Szemere Rita; Új Ember, Bp., 2014
- A találkozás titka; ford. Szabó Ferenc Miklós; Bencés, Pannonhalma, 2014
- Anselm Grün–Susanne Türtscher: A természet gyógyító ereje. Gyógynövények, mítoszok, rituálék az évkörben; ford. Hámoriné Simon Cecília; Bencés, Pannonhalma, 2014
- Fény az utadon; ford. Keller György; Bencés, Pannonhalma, 2014
- Csendből bontakozó élet; ford. Somfai Boglárka; Korda, Kecskemét, 2015
- Örülj az életnek; ford. Somorjai Gabi; Pannonhalmi Főapátság–Bencés, Pannonhalma, 2015
- Anselm Grün–Michael Reepen: Gyógyító egyházi év. Az egyházi év mint pszichodráma; ford. Mészáros Erzsébet; 2. bőv. kiad.; Pannonhalmi Főapátság–Bencés, Pannonhalma, 2015 (Lelkiségi füzetek)
- Hét szó az életért; ford. Wolf-Schäffer Judit, Schindler Mátyás; Tihanyi Bencés Apátság, Tihany, 2015
- Istenünk karácsonyi álma; ford. Somfai Boglárka; Korda, Kecskemét, 2016
- Gondolatok születésnapra; Új Ember, Bp., 2016
- Merj újrakezdeni; ford. Keller György; Pannonhalmi Főapátság–Bencés, Pannonhalma, 2016
- Ünnepek és szokások, amelyek megszépítik életünket; Jel, Bp., 2016
- Belső erőforrásaink; ford. Somfai Boglárka; Kecskemét, Korda, 2017
- Megbékélés Istennel. Sérült istenképeink gyógyítása; ford. Gromon András; 2. jav. kiad.; Pannonhalmi Főapátság–Bencés, Pannonhalma, 2018
- Isteni boldogság. A teljes élethez vezető nyolcágú út; ford. Krizsanyik Róbert; Lazi, Szeged, 2018
- Anselm Grün–Tomaš Halík: Távol az Isten. Hit és hitetlenség párbeszéde; szerk. Winfried Nonhoff, ford. Mártonffy Marcell; Pannonhalmi Főapátság–Bencés, Pannonhalma, 2018
- Merj újrakezdeni; ford. Keller György; 2. jav. kiad.; Pannonhalmi Főapátság–Bencés, Pannonhalma, 2018
- Hallgatni arany. A hallgatás igénye; ford. Horváth Ilona, átdolg. Somorjai Gabi; 2. átdolg. kiad.; Pannonhalmi Főapátság–Bencés, Pannonhalma, 2019 (Bencés lelkiségi sorozat)
- Minden napunk út a boldogsághoz; ford. Edelényi Judit; 4. újratördelt, jav. kiad.; Szt. Gellért, Bp., 2019
- A bérmálás. Felelősség és erő; ford. Somorjai Gabi; Pannonhalmi Főapátság–Bencés, Pannonhalma, 2019
- A keresztség. Az élet ünnepe; ford. Somorjai Gabi; Pannonhalmi Főapátság–Bencés, Pannonhalma, 2019
- Az esküvő. Áldás az életre; ford. Somorjai Gabi; Pannonhalmi Főapátság–Bencés, Pannonhalma, 2019
- Az év ötven angyala; ford. Edelényi Judit; Lazi, Szeged, 2019
- Vágyaink. Hogyan elégedjünk meg azzal, ami a miénk?; ford. Hernádyné Szemere Rita; Lazi, Szeged, 2020
- Harcos és szerelmes. A férfi útja önmagához; ford. Németh Attila; Új Ember–Magyar Kurír, Bp., 2020
- Anselm Grün–Linda Jarosch: Éld, ami vagy! A nő útja önmagához; ford. Németh Attila; Új Ember–Magyar Kurír, Bp., 2021
- Egy boldog év. Örömteli gondolatok az év minden napjára; ford. Hernádyné Szemere Rita; Lazi, Szeged, 2021

## Fordítás
- Ez a szócikk részben vagy egészben  az   Anselm Grün című német Wikipédia-szócikk fordításán alapul.  Az eredeti cikk szerkesztőit annak laptörténete sorolja fel. Ez a jelzés csupán a megfogalmazás eredetét és a szerzői jogokat jelzi, nem szolgál a cikkben szereplő információk forrásmegjelöléseként.